# Chevallieria
Chevallieria is een geslacht van weekdieren uit de klasse van de Gastropoda (slakken).

## Soorten
- Chevallieria australis Ponder, 1984
- Chevallieria columen (Melvill, 1904)
- Chevallieria fossilis (Finlay, 1924) †
- Chevallieria imitoris (Laseron, 1956)
- Chevallieria labrosa Cossmann, 1888 †
- Chevallieria microtumida Lozouet, 1999 †
- Chevallieria pakaurangia (Laws, 1944) †
- Chevallieria pseudoproxima (A. W. Janssen, 1967) †
- Chevallieria stampinensis Lozouet, 2015 †
- Chevallieria waitotarana (Laws, 1940) †